# علامة كومبي
علامة كومبي (بالإنجليزية: Comby sign)‏ هي علامة سريرية لمرض الحصبة المبكرة، ويظهر فيها بقع بيضاء رقيقة على اللثة والمخاطية الشدقية بسبب تقشر الخلايا الظهارية.
سُميت نسبةً إلى جيلوز كومبي.